# Aidhausen
Aidhausen je obec v okrese Haßberge v německé spolkové zemi Bavorsko. První zmínka o obci pochází z roku 824. V roce 2011 zde žilo 1786 obyvatel. Starostou je v současné době (2012) Dieter Möhring. Významnými rodáky jsou Richard Gehrig, Paul Roehner a Gernot Bruehler.